# What's My Name? (DMX)
What's My Name è un singolo del rapper statunitense DMX, pubblicato il 28 dicembre 1999 come primo estratto dal terzo album in studio ...And Then There Was X.
Il brano è stato scritto da Earl Simmons, Irving Lorenzo e Edward Hinson e prodotto da Irv Gotti.

## Tracce
CD Maxi (Europa)
1. What's My Name (LP Version) – 3:52
2. What's My Name (Radio Edit) – 3:49
3. One More Road To Cross – 4:20
4. What's My Name (Video) – 3:53

12" (Stati Uniti)
1. What's My Name (Radio Edit) – 3:49
2. What's My Name (LP Version) – 3:52
3. What's My Name (Instrumental) – 4:43
4. What's My Name (Acapella) – 3:25

## Classifiche
| Classifica (2000) | Posizione massima |
| ----------------- | ----------------- |
| Stati Uniti       | 67                |